# 1016

## Události
- 6. června – bitva u Pontlevoy
- červen – bitva u Assingdonu
- V jižní Itálii se poprvé vylodil oddíl francouzských Normanů, kteří se vraceli z pouti do Svaté země. Zdejším obyvatelům pomohli bojovat proti arabským uchvatitelům.

## Narození
- 25. července – Kazimír I., polský vládce a kníže († 28. listopadu 1058)
- ? – Eduard Vyhnanec, syn anglického krále Edmunda II. († 1057)

## Úmrtí
- 23. dubna – Ethelred II., anglický král (* cca 968)
- 30. listopadu – Edmund II., anglický král (* cca 989)

## Hlavy států
- České knížectví – Oldřich
- Svatá říše římská – Jindřich II.
- Papež – Benedikt VIII.
- Anglické království – Ethelred II. – Edmund II.
- Francouzské království – Robert II.
- Polské knížectví – Boleslav I. Chrabrý
- Uherské království – Štěpán I.
- Byzanc – Basileios II. Bulgaroktonos
- Bulharsko – Samuel
- Chorvatsko – Křesimír III.
- Afghánistán – Mahmúd
- Čína – Šeng-cung (dynastie Liao), Čen-cung (dynastie Severní Sung)
- Lucembursko – Jindřich I.
- Gruzie – Bagrad III. Sjednotitel